# Depressissimo
Depressissimo è un singolo del rapper italiano Rancore, pubblicato il 7 settembre 2018 come secondo estratto dal secondo album in studio Musica per bambini.

## Descrizione
Si tratta della quarta traccia dell'album, scritta e composta dallo stesso Rancore, ed è stata descritta dal rapper attraverso la seguente dichiarazione:

## Video musicale
Il videoclip, pubblicato in concomitanza con il singolo, è stato diretto da Luca Tartaglia e reso disponibile attraverso il canale YouTube de rapper.

## Tracce
Testi e musiche di Tarek Iurcich.
1. Depressissimo – 4:19